# Nadleśnictwo Chrzanów

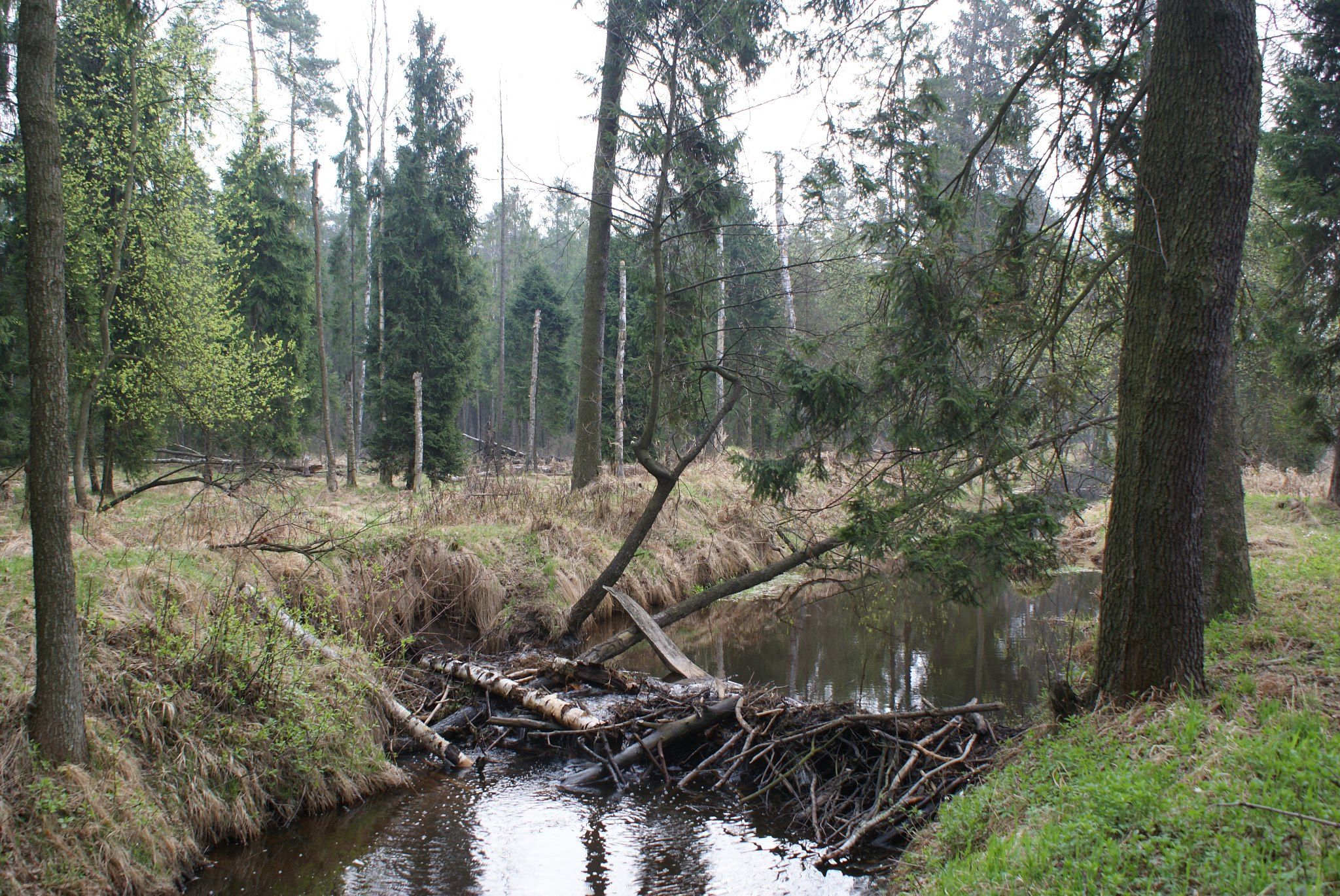
Rzeka Chechło na granicy Nadleśnictw Chrzanów (z lewej) i Krzeszowice (z prawej).

Nadleśnictwo Chrzanów – jednostka organizacyjna Lasów Państwowych podległa Regionalnej Dyrekcji Lasów Państwowych w Katowicach. Siedzibą nadleśnictwa jest miasto Chrzanów w województwie małopolskim.

## Warunki geograficzno-przyrodnicze
Nadleśnictwo Chrzanów znajduje się na terenie województw małopolskiego (większa część powiatu chrzanowskiego, fragmenty powiatów olkuskiego i oświęcimskiego) i śląskiego (miasto Jaworzno, część miasta Sosnowiec oraz fragment powiatu będzińskiego), przyrodniczo w VI Krainie Przyrodniczo-Leśnej Małopolskiej, w dzielnicy VII Wyżyny Pogórza Śląskiego.
Powierzchnia nadleśnictwa wynosi ponad 20 000ha, a w jego skład wchodzi 12 leśnictw, pogrupowanych w 3 obręby:
- Obręb Chrzanów
  - Leśnictwo Kroczymiech
  - Leśnictwo Chełmek
  - Leśnictwo Mętków
  - Leśnictwo Żarki

- Obręb Trzebinia
  - Leśnictwo Piła Kościelecka
  - Leśnictwo Dulowa
  - Leśnictwo Myślachowice

- Obręb Szczakowa
  - Leśnictwo Sławków
  - Leśnictwo Bukowno
  - Leśnictwo Ciężkowice
  - Leśnictwo Szczakowa
  - Leśnictwo Podłęże

## Ochrona przyrody

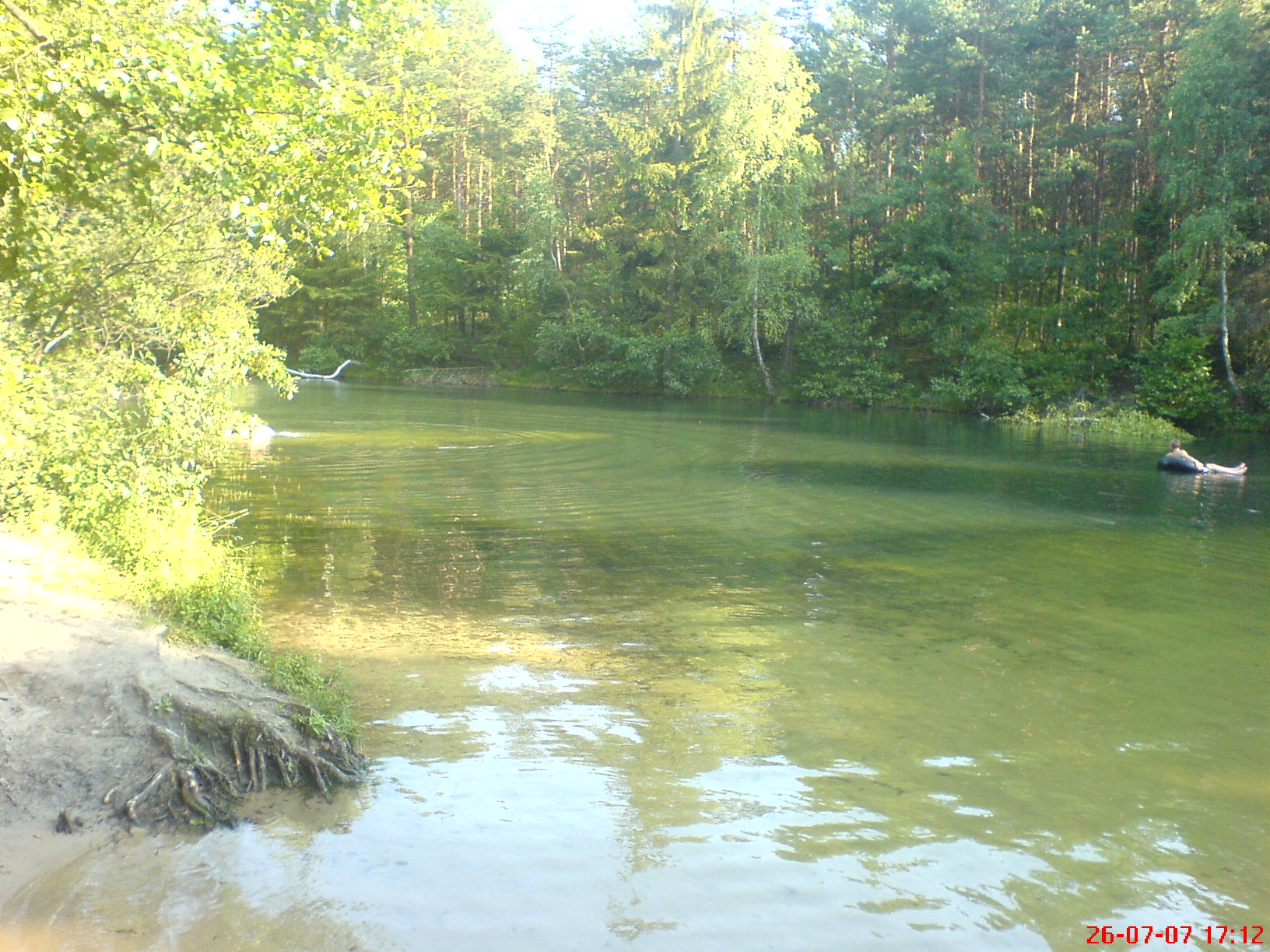
Dolina Żabnika w Jaworznie

Część obszaru Nadleśnictwa Chrzanów wchodzi w skład Parku Krajobrazowego Dolinki Krakowskie oraz Tenczyńskiego Parku Krajobrazowego. Ponadto dla ochrony miejsc szczególnie cennych na terenie Nadleśnictwa Chrzanów utworzono następujące obiekty:
- rezerwaty przyrody:
  - Lipowiec
  - Bukowica
  - Ostra Góra
  - Dolina Żabnika
- obszar chronionego krajobrazu Dobra–Wilkoszyn w Jaworznie
- użytek ekologiczny Podbuczyna w Trzebini
- pomniki przyrody:
  - lipa drobnolistna przy osadzie służbowej Leśnictwa Ciężkowice
  - trzy dęby szypułkowe na terenie Leśnictwa Mętków
  - dąb szypułkowy na terenie dawnej szkółki leśnej w Bobrku
  - buk zwyczajny na terenie Użytku Ekologicznego Podbuczyna
  - wiąz pospolity na terenie Puszczy Dulowskiej w Leśnictwie Dulowa
  - lipa drobnolistna, trzy dęby szypułkowe, brzoza brodawkowata i dwa graby zwyczajne na terenie Leśnictwa Dąb
  - aleja drzew złożona z gatunków dębu, jesionu i kasztanowca prowadząca do osady Leśnictwa Podłęże
  - obecnie zanikły powierzchniowy (9.91 ha) pomnik przyrody sasanki otwartej i dziewięćsiła bezłodygowego w Leśnictwie Szczakowa